# Metriocnemus intergerivus
Metriocnemus intergerivus är en tvåvingeart som beskrevs av Ole Anton Saether 1995. Metriocnemus intergerivus ingår i släktet Metriocnemus och familjen fjädermyggor.
Artens utbredningsområde är Manitoba. Arten har ej påträffats i Sverige. Inga underarter finns listade i Catalogue of Life.